# Eiskunstlauf-Weltmeisterschaften 1978
Die 68. Eiskunstlauf-Weltmeisterschaften 1978 fanden vom 1. bis 6. März 1978 im Ottawa Civic Centre in Ottawa (Kanada) statt.
In der Herrenkonkurrenz stand der Kanadier Vern Taylor einen dreifachen Axel und war damit der erste Eiskunstläufer, dem dies in einem Wettbewerb gelang.

## Ergebnisse
- P = Pflicht
- PT = Pflichttanz
- K = Kür
- KP = Kurzprogramm
- B = Bewertung

### Herren
| Platz | Sportler          | Land                   | P  | KP | K  | B   |
| ----- | ----------------- | ---------------------- | -- | -- | -- | --- |
| 1     | Charles Tickner   | Vereinigte Staaten     | 3  | 3  | 2  | 17  |
| 2     | Jan Hoffmann      | DDR                    | 2  | 1  | 3  | 18  |
| 3     | Robin Cousins     | Vereinigtes Königreich | 4  | 2  | 1  | 22  |
| 4     | Wladimir Kowaljow | Sowjetunion            | 1  | 7  | 6  | 40  |
| 5     | Igor Bobrin       | Sowjetunion            | 6  | 5  | 5  | 47  |
| 6     | David Santee      | Vereinigte Staaten     | 5  | 4  | 8  | 57  |
| 7     | Fumio Igarashi    | Japan                  | 8  | 6  | 4  | 56  |
| 8     | Mitsuru Matsumura | Japan                  | 9  | 8  | 11 | 83  |
| 9     | Mario Liebers     | DDR                    | 7  | 11 | 12 | 86  |
| 10    | Brian Pockar      | Kanada                 | 12 | 10 | 9  | 86  |
| 11    | Scott Hamilton    | Vereinigte Staaten     | 11 | 9  | 10 | 92  |
| 12    | Vern Taylor       | Kanada                 | 15 | 12 | 7  | 105 |
| 13    | Konstantin Kokora | Sowjetunion            | 10 | 13 | 13 | 110 |
| 14    | Rudi Cerne        | BR Deutschland         | 13 | 14 | 14 | 127 |
| 15    | Gilles Beyer      | Frankreich             | 14 | 15 | 15 | 134 |
| 16    | Brian Meek        | Australien             | 16 | 16 | 16 | 144 |
| 17    | Soo Bong Han      | Südkorea               | 17 | 17 | 17 | 153 |

- Schiedsrichterin: Sonia Bianchetti  Italien
- Assistenzschiedsrichter: Benjamin T. Wright  Vereinigtes Königreich

Punktrichter:
- Gerhard Frey  BR Deutschland
- Oskar Urban  Tschechoslowakei
- Ludwig Gassner  Österreich
- Ramona McIntyre  Vereinigte Staaten
- Pamela Peat  Vereinigtes Königreich
- Walburga Grimm  DDR
- Kinuko Ueno  Japan
- Dorothy MacLeod  Kanada
- Monique Georgelin  Frankreich

Ersatz-Punktrichter:
- Ferenc Kertész  Ungarn

### Damen
| Platz | Sportlerin                | Land               | P  | KP | K  | B   |
| ----- | ------------------------- | ------------------ | -- | -- | -- | --- |
| 1     | Anett Pötzsch             | DDR                | 1  | 2  | 3  | 11  |
| 2     | Linda Fratianne           | Vereinigte Staaten | 3  | 1  | 1  | 16  |
| 3     | Susanna Driano            | Italien            | 4  | 6  | 6  | 33  |
| 4     | Dagmar Lurz               | BR Deutschland     | 2  | 10 | 7  | 45  |
| 5     | Denise Biellmann          | Schweiz            | 16 | 3  | 2  | 52  |
| 6     | Jelena Wodoresowa         | Sowjetunion        | 13 | 4  | 5  | 50  |
| 7     | Lisa-Marie Allen          | Vereinigte Staaten | 14 | 5  | 4  | 48  |
| 8     | Emi Watanabe              | Japan              | 6  | 13 | 8  | 77  |
| 9     | Priscilla Hill            | Vereinigte Staaten | 5  | 8  | 10 | 78  |
| 10    | Carola Weißenberg         | DDR                | 9  | 7  | 9  | 87  |
| 11    | Karena Richardson         | Kanada             | 12 | 11 | 11 | 103 |
| 12    | Heather Kemkaran          | Kanada             | 10 | 9  | 14 | 118 |
| 13    | Claudia Kristofics-Binder | Österreich         | 11 | 12 | 15 | 116 |
| 14    | Kristiina Wegelius        | Finnland           | 7  | 16 | 13 | 119 |
| 15    | Natalja Strelkowa         | Sowjetunion        | 15 | 15 | 12 | 132 |
| 16    | Danielle Rieder           | Schweiz            | 8  | 14 | 18 | 141 |
| 17    | Cathie MacFarlane         | Kanada             | 17 | 17 | 20 | 159 |
| 18    | Astrid Jansen in de Wal   | Niederlande        | 22 | 19 | 16 | 165 |
| 19    | Karin Riediger            | BR Deutschland     | 18 | 20 | 19 | 169 |
| 20    | Bodil Olsson              | Schweden           | 21 | 18 | 17 | 171 |
| 21    | Robyn Burley              | Australien         | 20 | 21 | 21 | 190 |
| 22    | Young Soon Choo           | Südkorea           | 19 | 22 | 22 | 198 |
| 23    | Katie Symmonds            | Neuseeland         | 23 | 23 | 23 | 206 |

- Schiedsrichter: Elemér Terták  Ungarn
- Assistenzschiedsrichter: David Dore  Kanada

Punktrichter:
- Walter Hüttner  Österreich
- Pamela Davis  Vereinigtes Königreich
- Margaret Berezowski  Kanada
- Goro Ishimaru  Japan
- Ingrid Linke  DDR
- Markus Germann  Schweiz
- Eva von Gamm  BR Deutschland
- Giorgio Siniscalco  Italien
- E. Newbold Black IV  Vereinigte Staaten

Ersatz-Punktrichter:
- Leena Vainio  Finnland

### Paare
| Platz | Sportler                                | Land               | KP | K  | B   |
| ----- | --------------------------------------- | ------------------ | -- | -- | --- |
| 1     | Irina Rodnina / Alexander Saizew        | Sowjetunion        | 1  | 1  | 9   |
| 2     | Manuela Mager / Uwe Bewersdorf          | DDR                | 2  | 2  | 19  |
| 3     | Tai Babilonia / Randy Gardner           | Vereinigte Staaten | 4  | 3  | 28  |
| 4     | Marina Tscherkassowa / Sergei Schachrai | Sowjetunion        | 3  | 4  | 39  |
| 5     | Sabine Baeß / Tassilo Thierbach         | DDR                | 5  | 5  | 46  |
| 6     | Ingrid Spieglová / Alan Spiegl          | Tschechoslowakei   | 6  | 6  | 50  |
| 7     | Marina Pestowa / Stanislaw Leonowitsch  | Sowjetunion        | 7  | 7  | 65  |
| 8     | Susanne Scheibe / Andreas Nischwitz     | BR Deutschland     | 8  | 8  | 71  |
| 9     | Sheryl Franks / Michael Botticelli      | Vereinigte Staaten | 9  | 9  | 83  |
| 10    | Gail Hamula / Frank Sweiding            | Vereinigte Staaten | 10 | 10 | 85  |
| 11    | Lee-Ann Jackson / Pauls Mills           | Kanada             | 13 | 11 | 105 |
| 12    | Sabine Fuchs / Xavier Videau            | Frankreich         | 12 | 12 | 108 |
| 13    | Gabrielle Beck / Jochen Stahl           | BR Deutschland     | 14 | 13 | 113 |
| 14    | Elizabeth Cain / Peter Cain             | Australien         | 16 | 14 | 127 |
| 15    | Kyoko Hagiwara / Sumio Murata           | Japan              | 15 | 15 | 131 |
| Z     | Sherri Baier / Robin Cowan              | Kanada             | 11 | -  | -   |

- Z = Zurückgezogen

- Schiedsrichter: Oskar Madl  Österreich
- Assistenzschiedsrichter: Donald H. Gilchrist  Kanada

Punktrichter:
- Eva von Gamm  BR Deutschland
- Walburga Grimm  DDR
- Goro Ishimaru  Japan
- Leena Vainio  Finnland
- Monique Georgelin  Frankreich
- Norris Bowden  Kanada
- Elaine DeMore  Vereinigte Staaten
- Oskar Urban  Tschechoslowakei
- Giorgio Siniscalco  Italien

Ersatz-Punktrichterin:
- Pamela Davis  Vereinigtes Königreich

### Eistanz
| Platz | Sportler                                    | Land                   | PT | K  | B   |
| ----- | ------------------------------------------- | ---------------------- | -- | -- | --- |
| 1     | Natalja Linitschuk / Gennadi Karponossow    | Sowjetunion            | 1  | 1  | 11  |
| 2     | Irina Moissejewa / Andrei Minenkow          | Sowjetunion            | 2  | 2  | 16  |
| 3     | Krisztina Regőczy / András Sallay           | Ungarn                 | 3  | 3  | 29  |
| 4     | Janet Thompson / Warren Maxwell             | Vereinigtes Königreich | 4  | 4  | 35  |
| 5     | Liliana Řeháková / Stanislav Drastich       | Tschechoslowakei       | 5  | 6  | 49  |
| 6     | Lorna Wighton / John Dowding                | Kanada                 | 6  | 5  | 48  |
| 7     | Marina Sujewa / Andrei Witman               | Sowjetunion            | 7  | 7  | 69  |
| 8     | Carol Fox / Richard Dalley                  | Vereinigte Staaten     | 8  | 8  | 69  |
| 9     | Stacey Smith / John Summers                 | Vereinigte Staaten     | 9  | 9  | 82  |
| 10    | Susi Handschmann / Peter Handschmann        | Österreich             | 11 | 10 | 93  |
| 11    | Jayne Torvill / Christopher Dean            | Vereinigtes Königreich | 10 | 11 | 92  |
| 12    | Patricia Fletcher / Michael de la Penotiere | Kanada                 | 12 | 12 | 113 |
| 13    | Stefania Bertele / Walter Cecconi           | Italien                | 13 | 13 | 114 |
| 14    | Henriette Fröschl / Christian Steiner       | BR Deutschland         | 14 | 14 | 124 |
| 15    | Muriel Boucher / Yves Malatier              | Frankreich             | 15 | 15 | 135 |
| 16    | Michiko Abe / Nozomu Sakai                  | Japan                  | 16 | 16 | 144 |
| Z     | Kay Barsdell / Kenneth Foster               | Vereinigtes Königreich | -  | -  | -   |

- Z = Zurückgezogen

- Schiedsrichter: George J. Blundun  Kanada
- Assistenzschiedsrichter: Emil Skákala  Tschechoslowakei

Punktrichter:
- Lino Clerici  Italien
- Nancy Meiss  Vereinigte Staaten
- Gerhard Frey  BR Deutschland
- Oskar Urban  Tschechoslowakei
- Roy Haines  Kanada
- Ferenc Kertész  Ungarn
- Lysiane Lauret  Frankreich
- Roy Mason  Vereinigtes Königreich
- Ludwig Gassner  Österreich

Ersatz-Punktrichter:
- Inkeri Soininen  Finnland

## Medaillenspiegel
| Platz | Land                   | Gold | Silber | Bronze | Gesamt |
| ----- | ---------------------- | ---- | ------ | ------ | ------ |
| 1     | Sowjetunion            | 2    | 1      | –      | 3      |
| 2     | DDR                    | 1    | 2      | –      | 3      |
| 3     | Vereinigte Staaten     | 1    | 1      | 1      | 3      |
| 4     | Italien                | –    | –      | 1      | 1      |
| 4     | Ungarn                 | –    | –      | 1      | 1      |
| 4     | Vereinigtes Königreich | –    | –      | 1      | 1      |